# Люминесцентная лампа

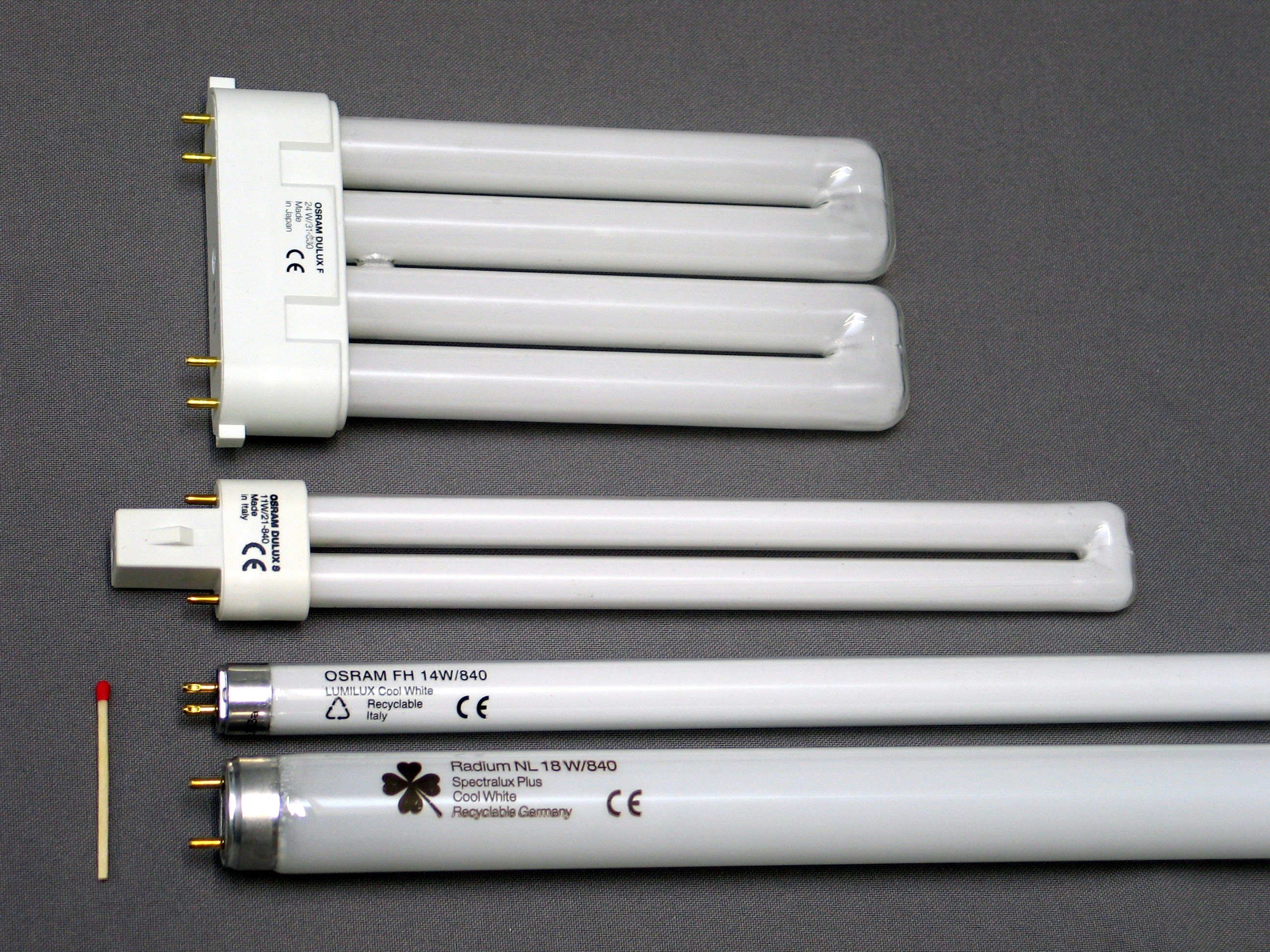
Различные виды люминесцентных ламп

Дуговая ртутная люминесце́нтная лампа низкого давления, в обиходе называемая просто люминесцентной лампой — газоразрядная лампа, выполненная в виде прямой или свëрнутой определëнным образом (например, в спираль) стеклянной трубки, в которой спектр излучаемого света складывается из свечения дугового разряда в смеси аргона и паров ртути при низком (около 300 Па) давлении и вторичного свечения люминофора, возбуждаемого ультрафиолетовой составляющей свечения разряда, равномерно нанесённого на внутреннюю часть колбы. Люминесцентные лампы широко использовались для освещения производственных помещений и общественных зданий в течение второй половины XX века, а в начале XXI века — также для освещения жилых помещений, когда стали массово производить компактные люминесцентные лампы, взаимозаменяемые с лампами накаливания (цоколи Е14, Е27). Согласно подписанной в 2013 году Минаматской конвенции люминесцентные лампы выводятся из обращения, а с 2020 года их производство, экспорт и импорт полностью запрещены. В современном мире вытеснены светодиодными лампами, более энергоэффективными и долговечными, не содержащими ртути, на данный момент светодиодные лампы стоят дешевле чем компактные люминесцентные. 

## История

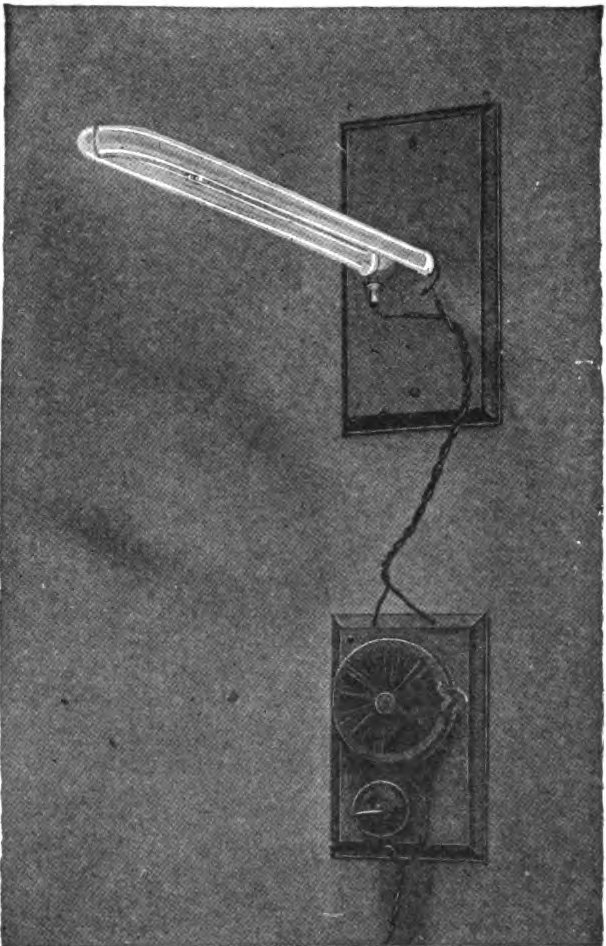
Лампа Купера Хьюитта

Впервые свечение газов под воздействием электрического тока наблюдал Михаил Ломоносов, пропуская ток через заполненный водородом стеклянный шар. Считается, что первая газоразрядная лампа изобретена в 1856 году. Генрих Гейслер получил синее свечение от заполненной газом трубки, которая была возбуждена при помощи соленоида. 23 июня 1891 года Никола Тесла запатентовал систему электрического освещения газоразрядными лампами (патент № 454,622), которая состояла из источника высокого напряжения высокой частоты и газоразрядных аргоновых ламп, запатентованных им ранее (патент № 335,787 от 9 февраля 1886 года выдан United States Patent Office). В 1893 году на всемирной выставке в Чикаго, штат Иллинойс, Томас Эдисон продемонстрировал люминесцентное свечение. В 1894 году М. Ф. Моор создал лампу, в которой использовал смесь азота и углекислого газа, испускающую розово-белый свет. Эта лампа имела умеренный успех. В 1901 году Питер Купер Хьюитт продемонстрировал ртутную лампу, которая испускала свет сине-зелёного цвета и, таким образом, была непригодна в практических целях. Однако, её конструкция была очень близка к современной и имела намного более высокую эффективность, чем лампы Гейслера и Эдисона. В 1926 году Эдмунд Гермер и его сотрудники предложили увеличить операционное давление в пределах колбы и покрывать колбы флуоресцентным порошком, преобразующим ультрафиолетовый свет, испускаемый возбуждённой плазмой, в более однородный белый видимый свет. Э. Гермер в настоящее время признан изобретателем лампы дневного света. General Electric позже купила патент Гермера и под руководством Джорджа Э. Инмана довела лампы дневного света до широкого коммерческого использования к 1938 году.

## Устройство

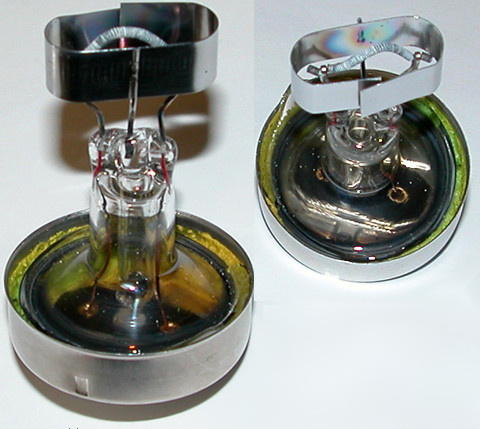
Электроды люминесцентной лампы. Содержат спирали, покрытые активным составом, и экраны, защищающие люминофор от попадания вещества электродов при их распылении

Люминесцентная лампа представляет собой запаянную стеклянную трубку, покрытую изнутри слоем люминофора. Трубка заполняется инертным газом давлением значительно ниже атмосферного — в несколько сотен паскалей. Также в трубку вводится небольшое количество ртути — чистой либо в виде амальгамы. На концах лампы располагаются подогреваемые электроды в виде вольфрамовых спиралей, покрытых составом, имеющим низкую работу выхода.
Буферный инертный газ является вспомогательным компонентом, так как основной разряд происходит в парах ртути. Буферный газ нужен для облегчения зажигания разряда, а также для уменьшения испарения катодов. На большей части длины лампы излучение происходит за счёт ионизации паров ртути, буферный газ вносит вклад в спектр излучения в основном в приэлектродных областях. В качестве буферного газа может использоваться аргон под давлением 300 паскалей.
Перед зажиганием лампы электроды должны быть разогреты, что необходимо как для облегчения эмиссии электронов, так и для испарения ртути. В процессе работы температура электродов поддерживается за счёт саморазогрева под действием разряда. Для зажигания разряда может потребоваться импульс напряжением в несколько сотен вольт. В установившемся режиме падение напряжения, в зависимости от мощности и конструкции лампы, а также условий эксплуатации, может составлять от нескольких десятков до сотни вольт. 
Большая часть (около 70 %) излучения разряда в парах ртути приходится на линию 253,7 нм, некоторая часть — на 184,9 и не более 3-4 % — на видимый свет. Чтобы обеспечить достаточный КПД лампы, а также равномерный спектр излучения, ультрафиолетовый свет паров ртути преобразуется в видимый с помощью люминофора.

### Люминофоры
От люминофора зависит спектр излучения лампы, её КПД, а также в некоторой степени — пульсации. На эти параметры влияет не только состав люминофора, но также толщина его слоя, величина фракции. Также КПД снижается по мере износа люминофора за счёт появления в нём посторонних примесей. Основные виды люминофоров, применяемых в люминесцентных лампах:

Спектр люминесцентной лампы с галогенофосфатным люминофором

- Галофосфат кальция, активированный сурьмой и марганцем — люминофор среднего уровня. Имеет достаточно высокий КПД и длительное послесвечение, но его излучение состоит из двух достаточно широких линий марганца (580-590 нм) и сурьмы (широкая полоса с максимумом около 480 нм)[6]. Такие лампы имеют невысокий Ra с недостатком в красной (610−660), сине-голубой (440−460 и 460−510 нм) и некоторый избыток в сине-фиолетовой (420−440) и жёлто-зелёной (560−610) областях, а потому не рекомендуются там, где требуется высокое качество цветопередачи[7].

- Многокомпонентные люминофоры имеют более низкий КПД и короткое послесвечение — последнее приводит к повышенным пульсациям света при включении в сеть промышленной частоты, которые могут превышать 70 %[4]. Однако они позволяют достичь более равномерного спектра излучения и высокого Ra. Такие люминофоры включают в себя фторогерманат натрия, активированный марганцем и ортофосфатом магния (до 656 нм); стронций, активированный оловом (до 630); ортофосфат кальция и цинка, активированный оловом (до 605 нм); силикат цинка, активированный марганцем (до 525 нм); галофосфат кальция, активированный только сурьмой, без марганца, либо пирофосфат бария, активированный титаном (оба ≈480 нм). Качество цветопередачи определяется соотношением разных люминофоров с учётом также собственного излучения ртути в видимом диапазоне[8].

Спектр люминесцентной лампы с редкоземельным люминофором, активированным редкоземельными элементами

Спектр «жёлтой» лампы для фотолитографии

- Узкополосные люминофоры применяются в цветных лампах, а также в лампах, требующих высокой светоотдачи. Из-за неравномерного заполнения спектра такие лампы могут быть неприемлемы, если требуется хорошее различение цветовых оттенков[9]. Для ламп общего освещения применялись так называемые трёхполосные люминофоры, излучение которых сосредоточено в синей (алюминат бария и магния, активированный европием — 450 нм), зелёной (алюминат магния, активированный церием и тербием — 543 нм) и красной (оксид иттрия, активированный европием — 611 нм) областях[9]. В цветных лампах могли применяться и другие люминофоры.

Спектр лампы из «чёрного» стекла. 1 — линия европия в матрице из тетрабората стронция, ~370 нм; 2 — линия ртути 404,656 нм

- Для получения «ближнего» ультрафиолета (350−370 нм) может использоваться специальный люминофор на основе дисиликата бария, активированного свинцом (BaSiO5:Pb) или европием. Для того, чтобы отсечь видимый свет, может использоваться колба из стекла Вуда, такие лампы также называют «лампами чёрного света». Такие лампы применяются для возбуждения люминесцентных красок или поиска органических веществ, светящихся в ультрафиолете[10].
- В медицине также применяются эритемные лампы с пиком излучения в 300−310 нм. В них используется фосфат кальция и цинка, активированный таллием, или фосфат кальция, цинка, магния, активированный таллием, а также силикат бария, цинка, активированный свинцом[11].

### Форм-факторы
Самая простая разновидность ЛЛ — линейные. Такие лампы обозначались буквой T и диаметром (в 8-х долях дюйма). Наиболее распространённый цоколь у этих ламп — G13, лампы T4 оснащались цоколем G5. Кроме линейных, существовали также кольцевые, U-образные и фигурные лампы.

#### Компактные люминесцентные лампы

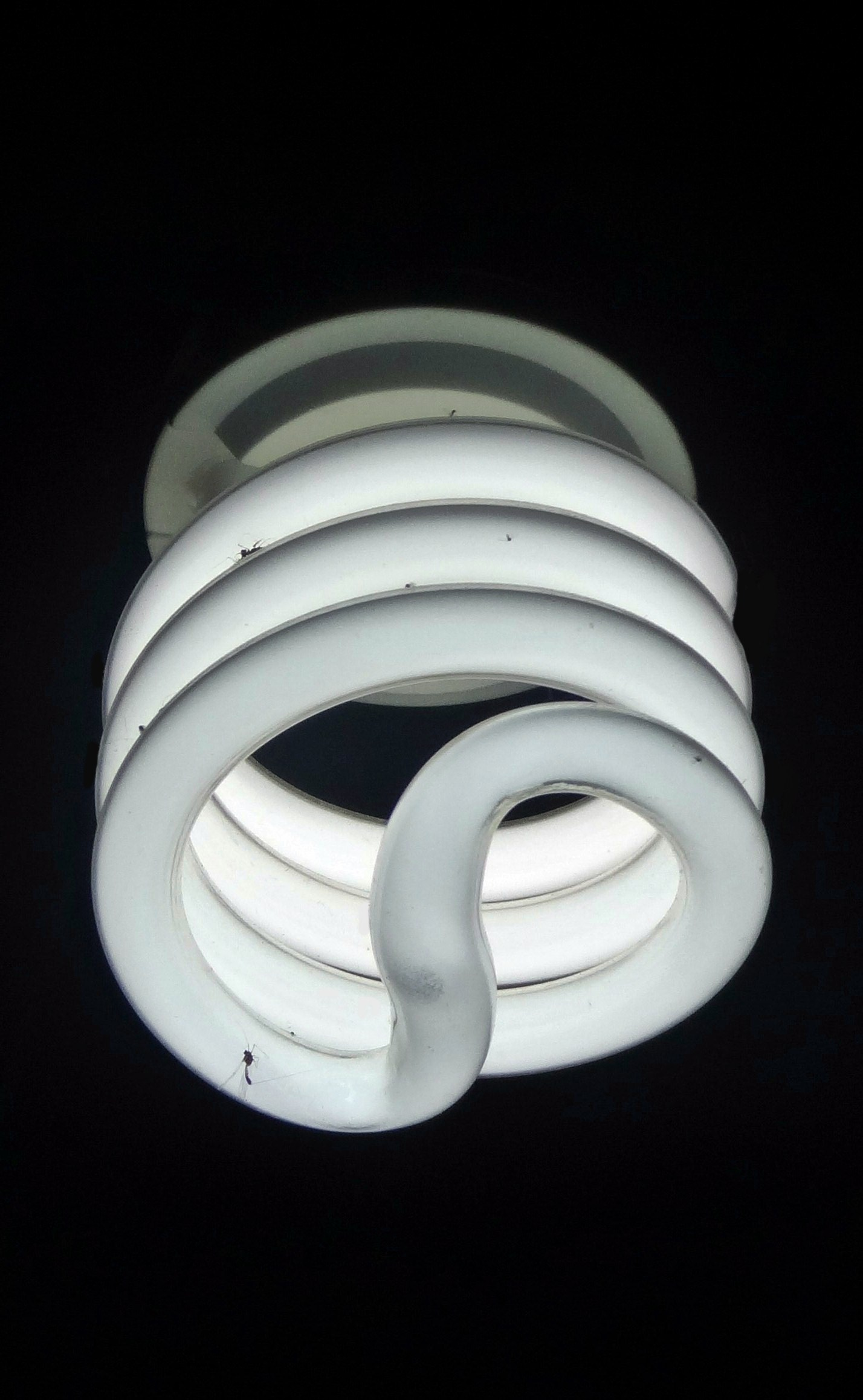
КЛЛ спиральной формы

Недостаток линейных ламп — большие габариты светильников на их основе. С появлением более стабильных люминофоров, способных работать при высоких плотностях облучения, стали разрабатываться компактные люминесцентные лампы. Такие лампы имели уменьшенный диаметр трубки, при этом сама трубка плотно укладывалась в небольшой объём. Типичные формы трубок: Н-образные, U-образные, спиральные, зигзагообразные и т. д. Большое распространение с 1990-х годов получили лампы, содержащие встроенное пускорегулирующее устройство и оснащённые винтовым цоколем, что позволяло использовать их в светильниках, предназначенных для ламп накаливания.

## Принцип работы
Источником первичного светового излучения в люминесцентной лампе является свечение дугового разряда в парах ртути при низком давлении. В исправной лампе и установившемся режиме работы светятся практически исключительно пары ртути, так как они имеют небольшой потенциал возбуждения, за исключением свечения прикатодных областей, где за счёт наличия быстрых электронов происходит ионизация инертных газов. Другие виды разряда могут возникнуть в момент запуска, в случае неисправности лампы или пускорегулирующего устройства. Работа лампы в режиме тлеющего разряда может привести к распылению катодов, быстрой потере эмиссии и выходу лампы из строя и увеличенному падению напряжения в прикатодной области, которая может достичь, в зависимости от материала катода, десятков или сотен вольт.
Для поддержания дугового разряда необходима постоянная термоэлектронная эмиссия, для возникновения которой электроды должны быть нагреты до определённой температуры. В момент запуска нагрев происходит за счёт пропускания электрического тока через спирали. После возникновения разряда нагрев катодов продолжается за счёт бомбардировки ионами газа на небольшом участке, называемом катодным пятном, благодаря чему после запуска лампы при работе её в штатном режиме необходимость в дополнительном прогреве катодов отпадает.

## Включение в сеть
В отличие от лампы накаливания, люминесцентные лампы, как и большинство ламп дугового разряда, не могут быть включены в сеть переменного или постоянного тока напрямую. Рабочее напряжение большинства люминесцентных ламп ниже сетевого и непостоянно, а вольт-амперная характеристика электрической дуги имеет отрицательное дифференциальное сопротивление, кроме того, она зависит от температуры разряда и других внешних факторов, что не позволяет питать лампу от источника с низким внутренним сопротивлением. Поэтому последовательно с лампой требуется включить элемент, удерживающий ток лампы в определённых пределах — так называемый балласт.
Другая проблема, возникающая при включении лампы в сеть, связана с тем, что дуговой разряд не способен зажечься самостоятельно. Для зажигания разряда требуется прогрев катодов до температуры, при которой происходит достаточная эмиссия электронов и/или разряд высокого напряжения, создающий первичную ионизацию газа в колбе. Существуют и другие способы зажигания дуги, но они практически не применялись в люминесцентных лампах.

### Стартерная схема с электромагнитным балластом

Традиционная схема включения лампы с электромагнитным балластом

Наиболее распространена схема включения лампы в сеть переменного тока, при которой последовательно с лампой (EL) подключается массивный балластный дроссель (Lб), а запуск осуществляется с помощью стартера. Дроссель, в отличие от резистора, ограничивает ток в цепи лампы за счёт реактивного сопротивления, что позволяет значительно уменьшить потери на нагрев, по сравнению со включением лампы через балластное сопротивление. Также дроссель участвует в формировании импульса высокого напряжения при запуске лампы и отфильтровывает высокочастотные составляющие тока наряду с фильтрующим конденсатором (Cф).
Запуск производится следующим образом: при включении схемы в сеть переменного тока контакты стартера (Kст) замыкаются и ток протекает по цепи «дроссель-нить накала-стартер-нить накала». По истечении некоторого времени, достаточного для прогрева лампы до определённой температуры, стартер размыкается, в результате чего в дросселе возникает ЭДС самоиндукции, порождающая на электродах ламы напряжение до нескольких сотен вольт. В качестве стартера чаще всего применялись лампы тлеющего свечения, оснащённые биметаллическими контактами, они работали следующим образом: при включении возникал тлеющий разряд, нагревающий пластины. Под действием нагрева пластины замыкались и разряд гас, отчего по истечении некоторого времени пластины снова остывали и размыкались. Если при размыкании стартера люминесцентная лампа зажигалась, напряжение на её выводах, за счёт падения на дросселе, было уже недостаточным для зажигания стартера, в противном случае стартер снова разогревался и цикл повторялся до тех пор, пока лампа не загорится. Параллельно контактам стартера обычно подключался конденсатор небольшой ёмкости (Сст) для формирования более длительного импульса напряжения. Альтернативой газоразрядному стартеру мог быть открытый биметаллический стартер, динистор, стартер с электронной выдержкой времени или стартер с фотоэлементом, реагирующим на свечение прикатодных областей лампы.
Возможно подключение двух и более ламп с одним дросселем, для этого лампы включаются последовательно, а каждая лампа оснащается собственным стартером.
- Стартер срабатывает несколько раз, прежде чем лампа зажигается

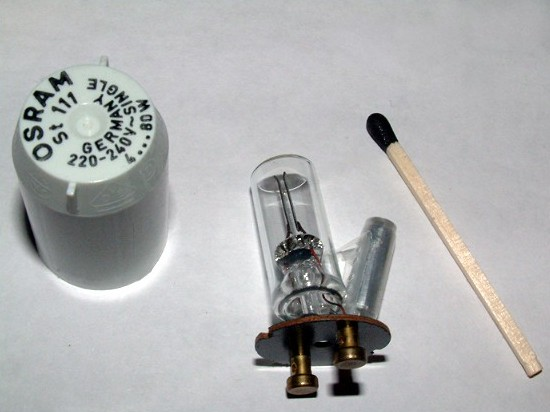
Биметаллический неоновый стартер
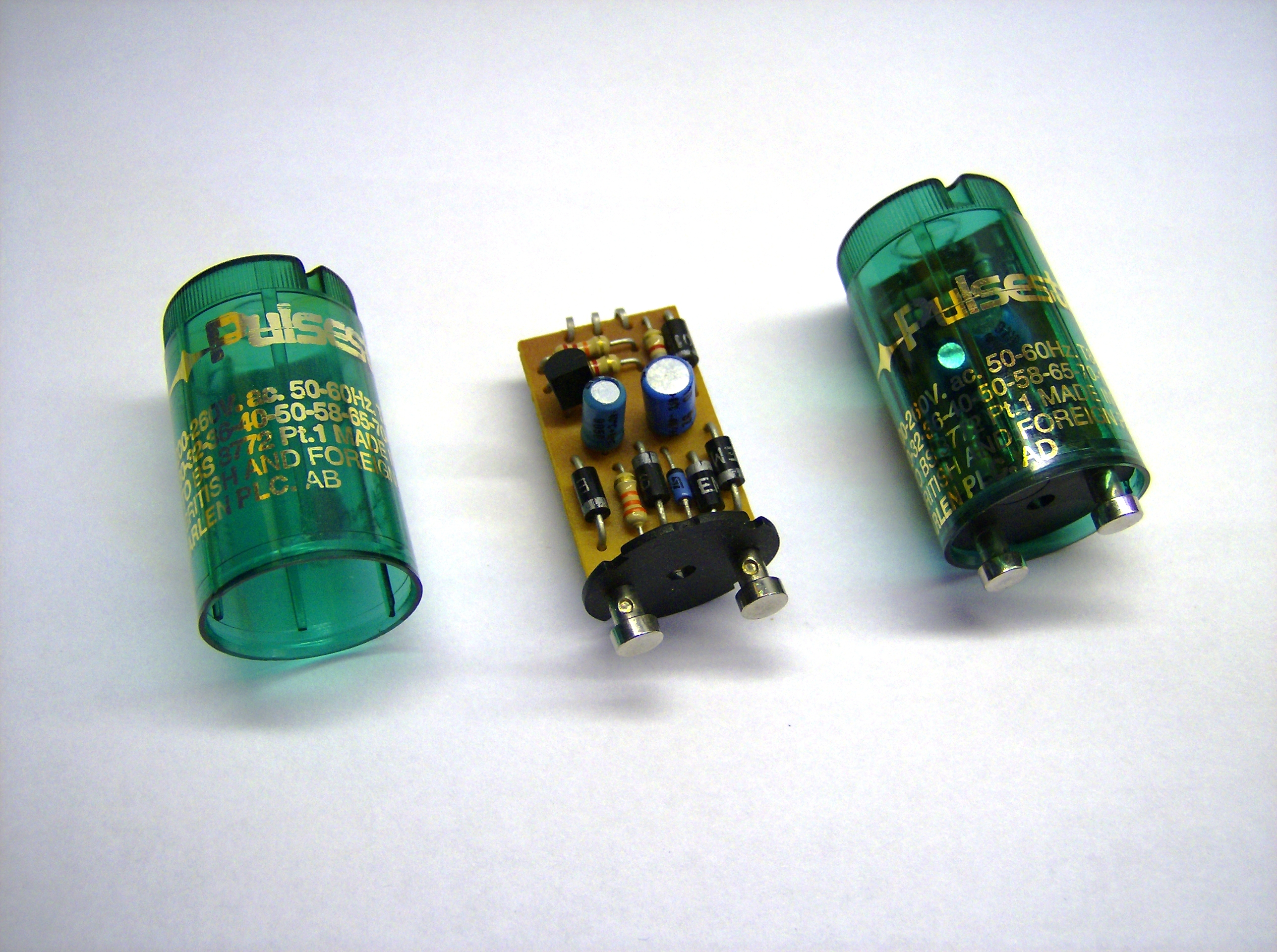
Электронные стартеры
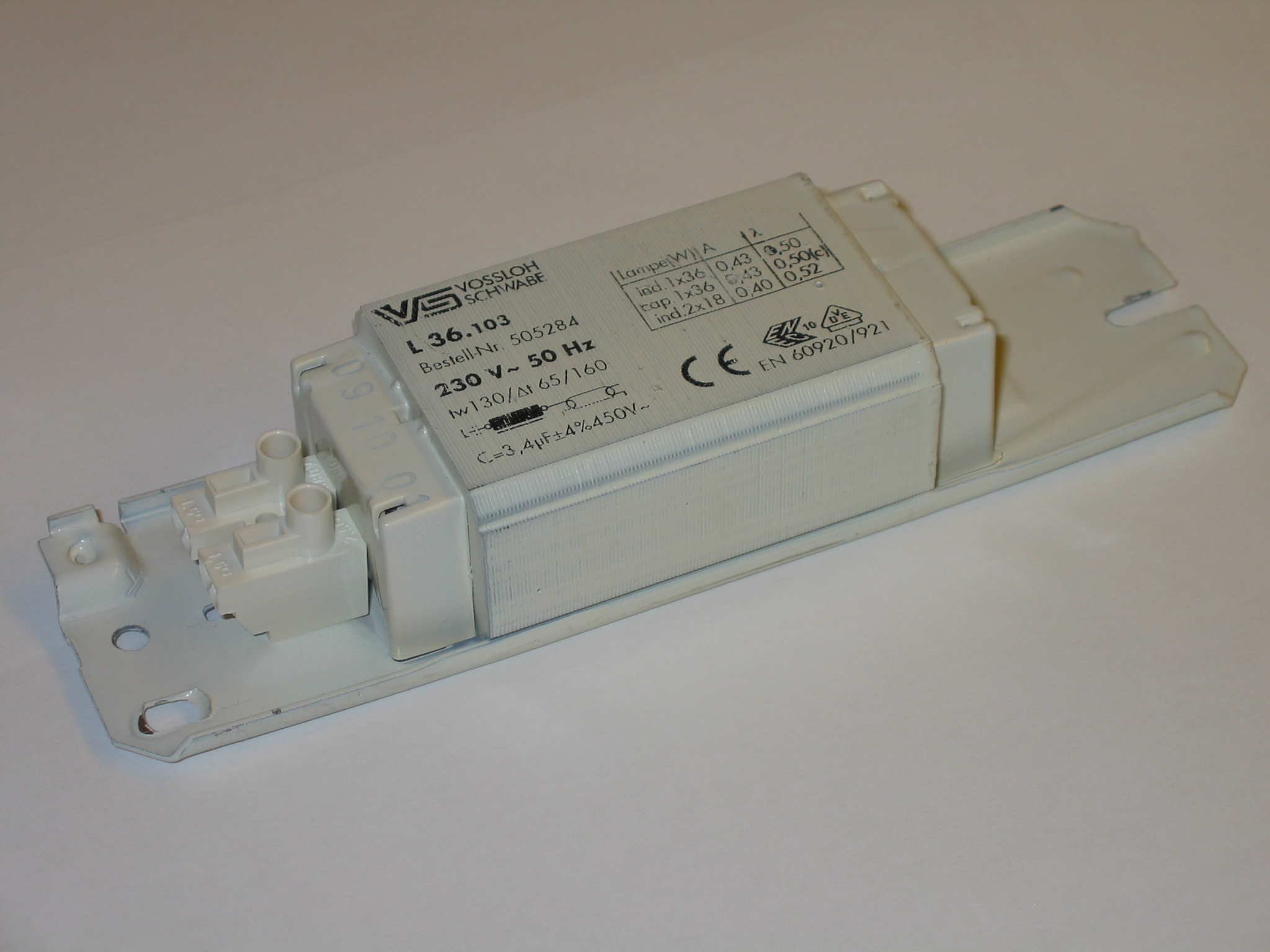
Дроссель для ламп мощностью 36 ватт

### Схема с расщеплённой фазой

Схема включения люминесцентной лампы со сдвигом по фазе. Эта схема не применяется сама по себе, только в паре с традиционной

Для уменьшения влияния пульсаций светового потока, а также для улучшения коэффициента мощности применялись двухламповые светильники с «расщеплённой фазой». В таком светильнике одна из ламп включена через традиционный балласт, а последовательно со второй лампой включался конденсатор (Cкор на схеме) достаточно большой ёмкости, благодаря чему обеспечивался сдвиг по фазе до 60° по сравнению с традиционной схемой. Дроссели для включения со сдвигом фазы оснащались дополнительной обмоткой (Lком), включавшейся последовательно со стартером и предназначенной для повышения тока накала. Недостатком такой схемы, кроме сложности, был менее надёжный пуск той лампы, которая включена в цепь с конденсатором. Резистор Rраз предназначен для разрядки конденсатора Cкор после отключения питания. Включение с расщеплённой фазой позволяет снизить пульсации светового потока до 25 %, а cosφ достигает 0,9−0,95.

### Бесстартерная схема с электромагнитным балластом

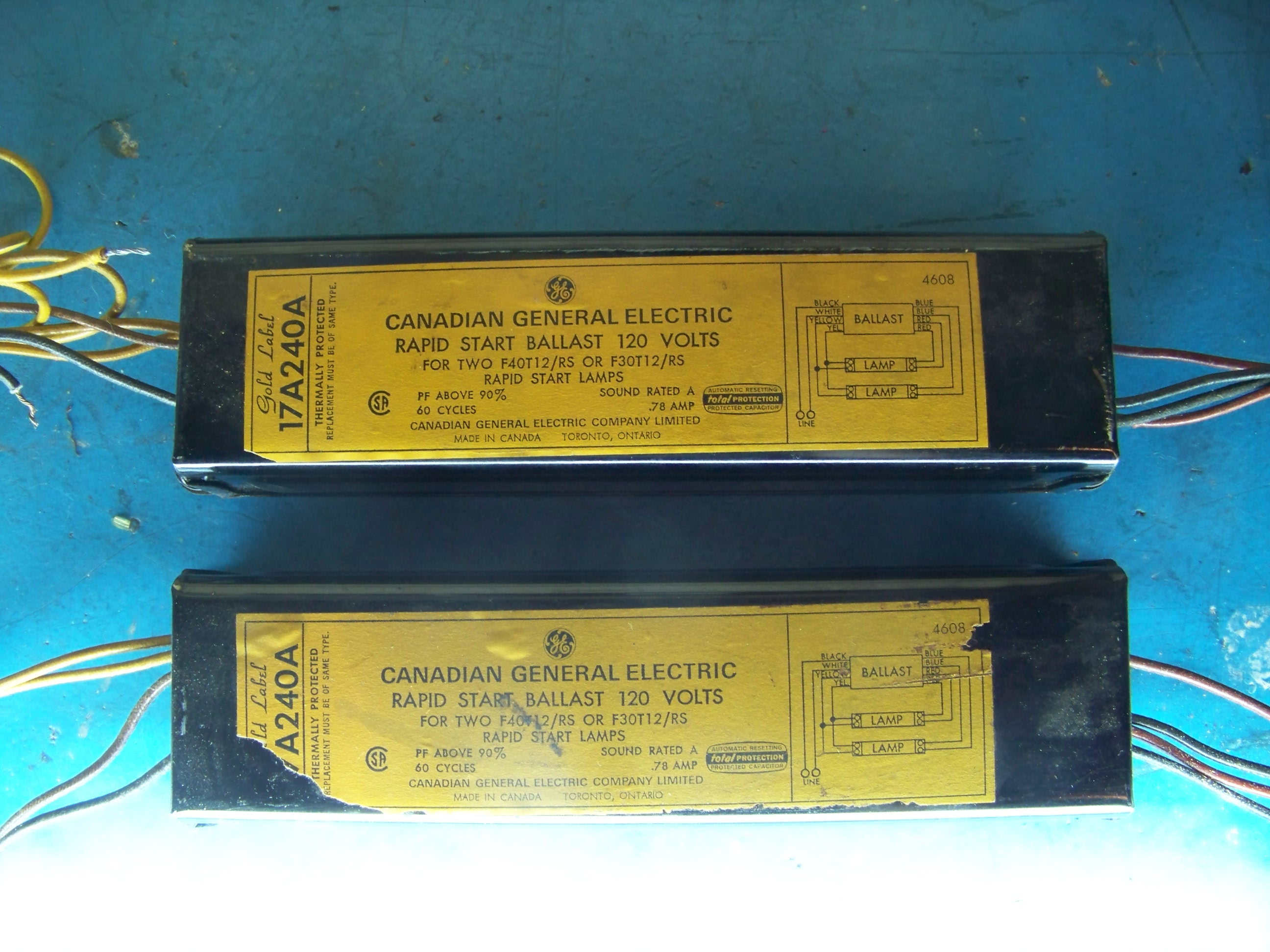
Балласты для бесстартерной схемы «быстрого» зажигания

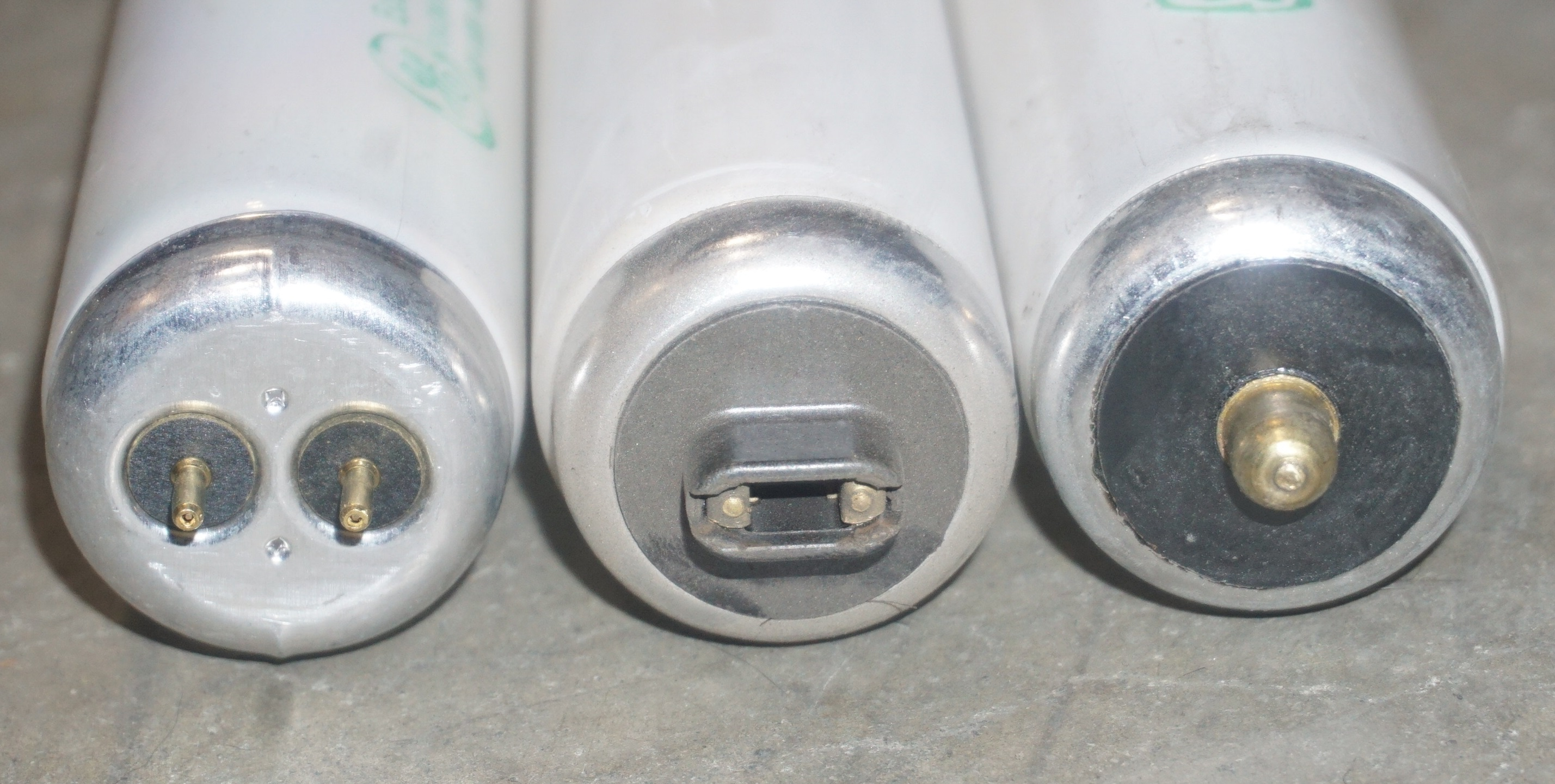
Справа — лампа, предназначенная для схем «мгновенного» зажигания

Существовали схемы включения, не требовавшие стартеров. Выделяют так называемые схемы «быстрого» и «мгновенного» зажигания, а также резонансные схемы. Схемы «быстрого» зажигания предполагали питание нагревателей от отдельных обмоток, индуктивно связанных с дросселем, из-за чего после запуска лампы ток в нагревателях хоть и снижался, но не отключался полностью. В схемах «мгновенного» зажигания предварительный подогрев спиралей не производился вовсе.
Недостатком бесстартерных схем «быстрого» зажигания, кроме повышенного расхода энергии на постоянно включённые нити накала, было ненадёжное зажигание лампы, сильно зависящее от напряжения сети, температуры окружающего воздуха и износа лампы. Схемы «мгновенного» зажигания требовали использования специальных ламп, для них был характерен более быстрый износ активной массы катодов. Для облегчения пуска могли применяться дополнительные внешние электроды в виде нанесённых на лампу металлических полос. Кроме того, бесстартерные ПРА имели большие габариты, массу и требовали для производства большого количества меди.

### Работа при повышенной частоте («электронный балласт»)

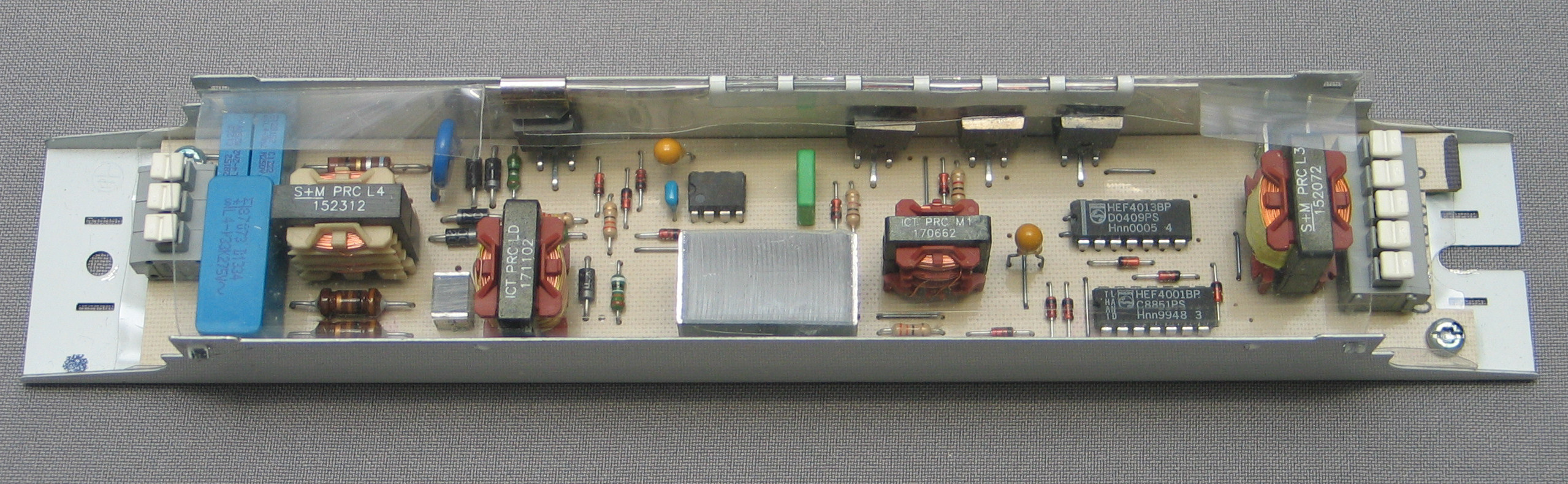
Высокочастотный («электронный») пускорегулирующий аппарат

Работа на высокой частоте даёт множество преимуществ: снижение пульсаций, улучшение светоотдачи и режима работы ламп, а также массогабаритных характеристик светильников за счёт уменьшения размеров дросселей. Наиболее широко высокочастотные балласты применялись в компактных лампах со встроенным балластом, а также в лампах, питающихся от низковольтных источников.

### Работа на постоянном токе
Работа на постоянном токе применялась достаточно редко, в основном на транспорте, несмотря на отсутствие пульсаций светового потока. При работе на постоянном токе невозможно использовать в качестве балласта дроссель или конденсатор. Вместо этого либо использовался включённый последовательно с лампой резистор (а иногда и лампы накаливания), что приводило к более высокому расходу электроэнергии, либо источник питания с высоким внутренним сопротивлением. Кроме того, работа на постоянном токе приводила к неодинаковому износу электродов, во избежание чего требовалось периодически менять полярность приложенного напряжения.

### Регулирование светового потока
Люминесцентные лампы позволяют в определённых пределах регулировать световой поток путём изменения силы тока разряда. При этом, на низких уровнях яркости из-за снижения температуры катодов возрастает их износ. Чтобы предотвратить этот эффект, используется постоянный подогрев катодов. Использование диммеров с фазовым регулированием также приводит к увеличению пульсаций яркости.

## Срок службы, причины выхода из строя

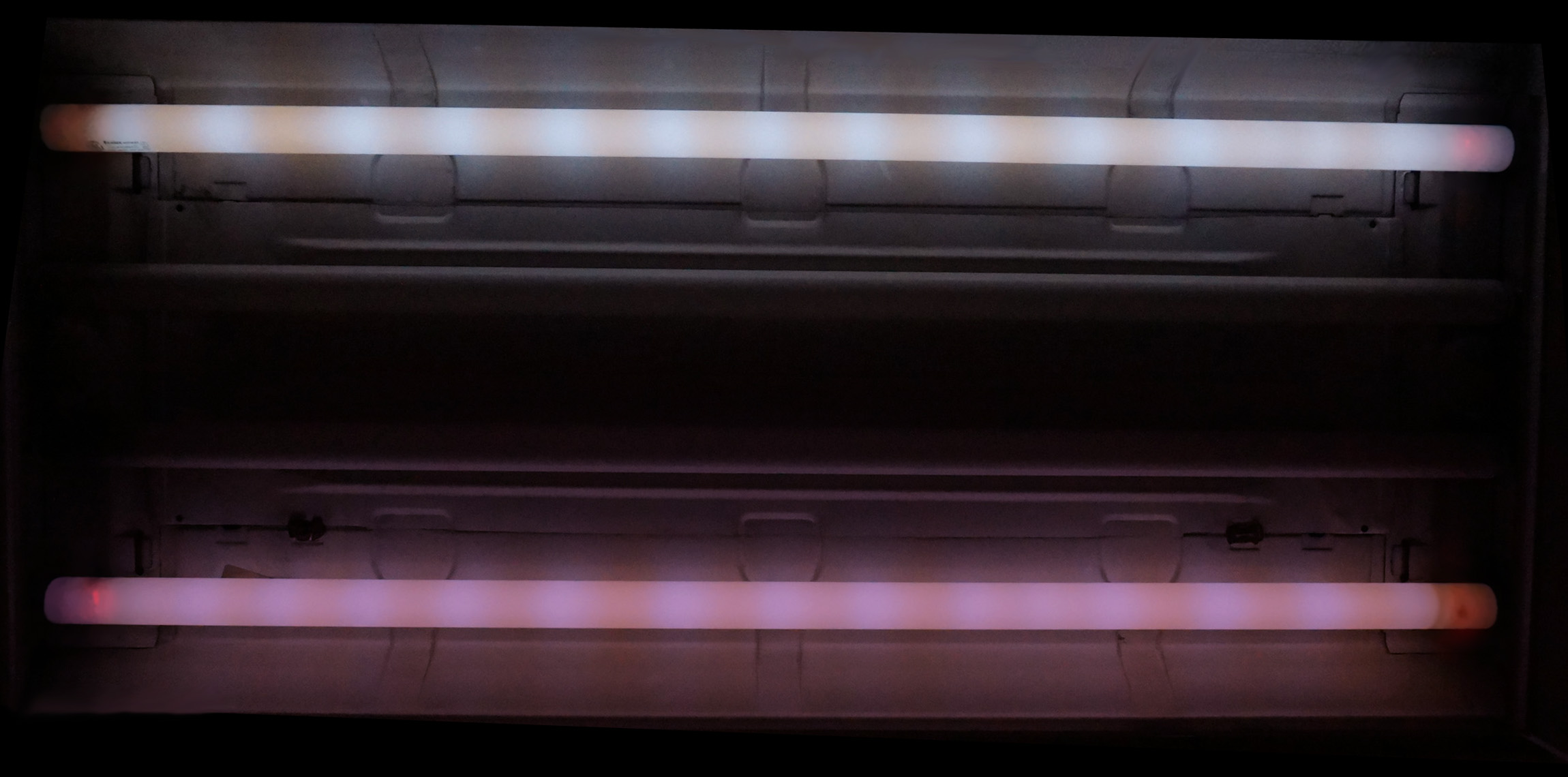
Лампы с недостатком ртути. По краям ламп видно характерное красное свечение

Люминесцентные лампы имеют значительно больший срок службы, чем лампы накаливания — до 12−15 тыс. ч. Продолжительность работы люминесцентной лампы определяется либо снижением светового потока, либо выходом лампы из строя из-за потери эмиссии электродов. Причины снижения яркости лампы:
- Снижение световой отдачи люминофора под действием ультрафиолетового излучения, взаимодействия с парами ртути, а также бомбардировки его электронами и ионами газов. Также ускорению износа люминофора способствует попадание в лампу примесей посторонних газов, как попадающих в лампу в процессе производства, так и образующихся в процессе её работы[29];
- Испарение активного слоя электродов приводит к повышению напряжения и снижению рабочего тока, однако вплоть до полного израсходования активной массы электродов это влияние незначительно[29][30];
- Поглощение ртути люминофором. Данная проблема редко встречалась в лампах ранних выпусков, но по мере того, как оборот ртути становился всё более строгим, её дозировка уменьшалась. Наиболее заметна эта проблема у амальгамных ламп.

Причиной потери эмиссии электродов в основном является испарение их в процессе работы и в меньшей степени — их осыпание. В процессе работы эмиссия электронов происходит на небольшом участке спирали, который сдвигается по мере наработки от сетевого конца спирали к стартерному. После полной выработки активного слоя лампа может перейти на тлеющий разряд, а после выключения перестаёт запускаться, зажигаясь лишь на короткое время от высоковольтного импульса стартера — в зависимости от конструкции пускорегулируюещго аппарата это как правило приводит к переходу в режим циклических попыток запуска. К числу факторов, влияющих на износ электродов, относится:
- Качество нанесения активного слоя;
- Конструкция электрода;
- Давление и состав наполняющего газа, количество ртути. Большее давление газа и больший атомный вес дают более благоприятные условия работы;
- Режим работы лампы, электрические характеристики пускорегулирующих аппаратов;
- Влияние окружающей среды.

Большое влияние на срок службы оказывает частота включений, так как наибольший износ оксида происходит в процессе зажигания лампы. Кроме того, недостаточный прогрев катодов при включении может уменьшить срок службы ещё больше.

## Преимущества и недостатки

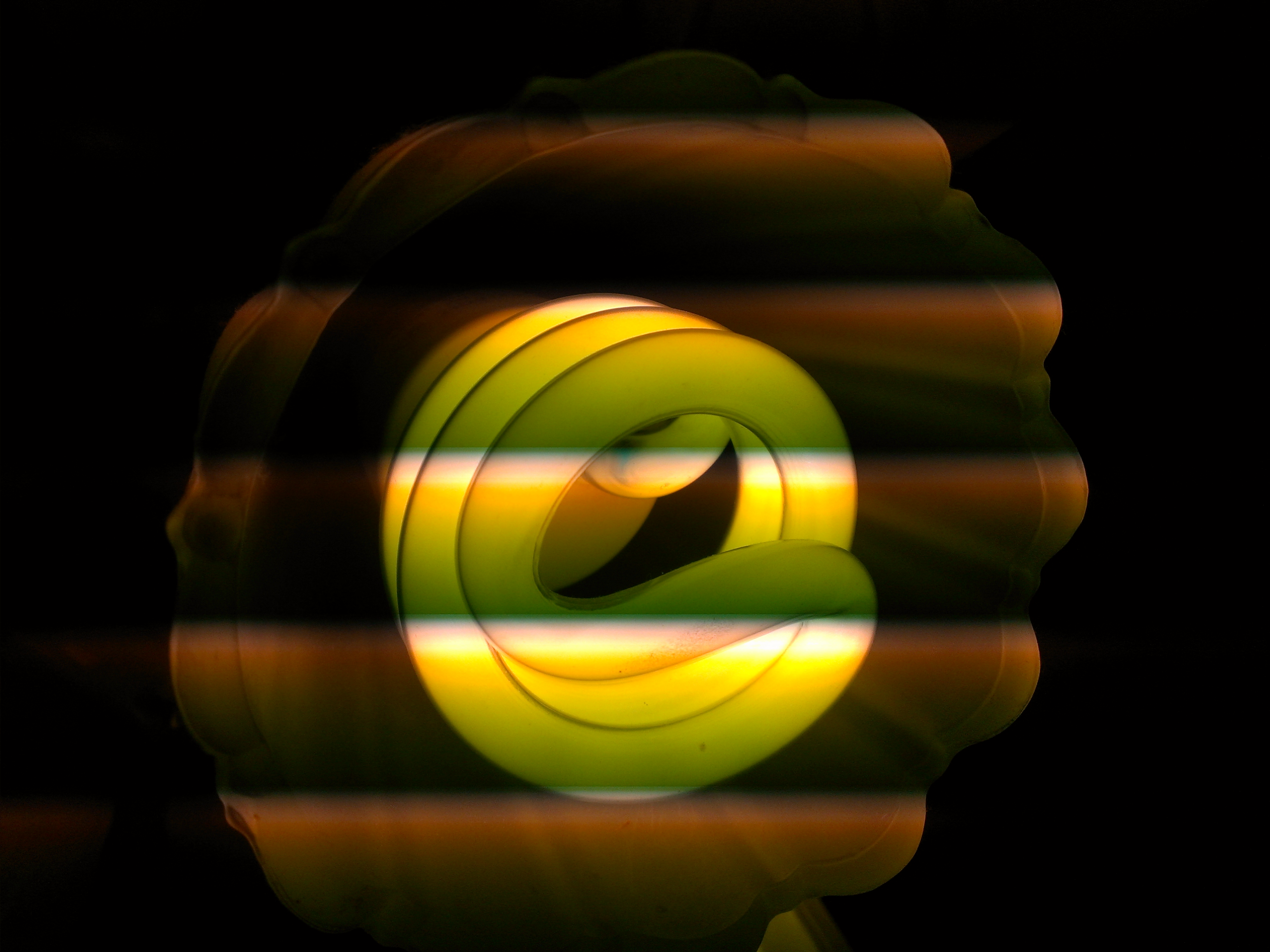
эффект, вызванный миганием лампы, заметный при съёмке на видеокамеру

Основные преимущества люминесцентных ламп перед лампами накаливания — это их высокая светоотдача (и, следовательно, КПД) — впятеро выше, чем у ламп накаливания, и длительный срок службы — до 15 тысяч часов. Но несмотря на эти достоинства, люминесцентные лампы длительное время сосуществовали с лампами накаливания.
Принципиальный недостаток люминесцентных ламп — использование ртути, что требует соблюдения определённых условий их хранения и утилизации. Именно этот недостаток нередко становится причиной их запрета. Однако имеется множество других особенностей и ограничений, из-за которых люминесцентные лампы долгое время использовались исключительно для освещения производственных помещений и общественных зданий:
- Неравномерный линейчатый спектр, вызывающий искажения цвета освещённых предметов. Этот недостаток существенен при применении их в музеях и на выставках, а также в ряде специальных применений. Качество цветопередачи зависит от применённого в лампе люминофора, однако люминофоры с лучшей цветопередачей имеют меньшую светоотдачу и могут иметь другие недостатки.
- Лампы могут иметь различные оттенки цвета (цветовую температуру). Оттенок может меняться от партии ламп к партии, а также по мере износа лампы. Кроме того, по мере износа у лампы снижается светоотдача.

- Лампы дают рассеянный свет, что в определённых случаях может считаться достоинством, однако в других случаях необходим точечный или компактно расположенный источник света, и в этом случае люминесцентные лампы неприменимы.
- Стандартные люминесцентные лампы имеют большие линейные размеры, что ограничивает их применение. Частично эта проблема решена с применением компактных люминесцентных ламп.
- Помехи в питающей сети, возникающие как из-за самого разряда, так и из-за применённых схем включения[32].
- Электрические параметры люминесцентной лампы не позволяют включать её напрямую в электрическую сеть, требуя специальной схемы для прогрева, запуска и поддержания рабочего тока. Многие особенности работы ламп обусловлены применяемой пускорегулирующей аппаратуры:
  - Традиционный электромагнитный балласт со стартерной схемой включения: имеет большие габариты и массу, создаёт шум при работе (зависит от качества исполнения дросселя), не обеспечивает оптимальный режим запуска ламп, зависит от напряжения в сети, требует периодической замены стартера — так как неисправный стартер может привести к выходу из строя исправной лампы. По мере износа лампы запуск занимает всё большее время, переходя в циклический перезапуск. Проблемы с низким коэффициентом мощности и пульсациями света решаются использованием многоламповых схем с расщеплением фазы[24].
  - Бесстартерная схема горячего зажигания не требует замены стартера, а также обеспечивает более щадящий режим запуска, однако ещё более требовательна к напряжению сети и имеет более низкий КПД из-за того, что накал электродов не отключается после запуска. Кроме того, быстрота зажигания зависит от конструкции светильника, влажности воздуха, состояния лампы и других непрогнозируемых факторов[15].
  - Бесстартерная схема мгновенного зажигания позволяет обойтись без предварительного накала катодов и обеспечить надёжное зажигание, однако требует специально предназначенных для такой схемы ламп и сильно снижает срок их службы[24].
  - Электронный пускорегулирующий аппарат, работающий на повышенной частоте, более компактный[33], не создаёт шума при работе, однако более дорог и может быть повреждён как из-за проблем в питающей сети (импульсные перенапряжения, повышенное напряжение), так и при неисправности ламп. Электронные пускорегулирующие аппараты в зависимости от сложности и качества исполнения схемы могут иметь различный коэффициент мощности, уровень пульсаций света и режим запуска ламп — качественные электронные пускорегулирующие аппараты позволяют добиться большего срока службы, более высокой светоотдачи по сравнению с традиционными электромагнитными, и почти полного отсутствия пульсаций[33]. Электронный балласт может создавать дополнительные помехи в питающей сети.
  - При подключении лампы в сеть постоянного тока требуются специальные схемы включения. Непосредственное включение стандартной лампы в сеть постоянного тока приводит к катафорезу на катоде и перегреву анода. Для работы на постоянном токе требуется либо использовать специализированные лампы, либо периодически сменять полярность приложенного напряжения[34]. Кроме того, работа на постоянном токе не позволяет использовать дроссель в качестве балласта. Поэтому предпочтительнее включение лампы через генератор тока высокой частоты.
- Регулирование света люминесцентной лампы — также более сложная задача, чем для лампы накаливания, так как необходимо поддерживать постоянную температуру электродов вне зависимости от яркости, а также по возможности не допускать погасания разряда и обеспечивать надёжное перезажигание[27].

## Схожие виды ламп
Аналогично люминесцентной лампе устроена кварцевая лампа, отличие лишь в отсутствии люминофора и использовании кварцевого стекла в качестве материала колбы. Эта лампа используется для получения ультрафиолета, необходимого для обеззараживания помещений. Для освещения взлётно-посадочных полос и световой сигнализации могут применяться неоновые дуговые лампы мощностью до нескольких киловатт, имеющие похожее устройство.
Схожий с люминесцентной лампой принцип применяется в ртутных лампах высокого давления, однако конструкция таких ламп значительно отличается — в них разряд происходит во внутренней колбе, а люминофор нанесён на вторую — внешнюю. Такие лампы применялись в основном для уличного освещения, так как имеют длительное время запуска.
Преобразование ультрафиолетового света разряда в видимый спектр может использоваться также в лампах тлеющего разряда (CCFL-лампы) — наряду с лампами, в которых использовалось самостоятельное свечение газов, преимущественно неона. Такие лампы не содержат подогревателей, электроды в них выполнены в виде цилиндрических «стаканов» и они работают при значительно более высоком напряжении. Такие лампы использовались в рекламе, а также в подсветке жидкокристаллических дисплеев, гораздо реже — в общем освещении.
Также существуют безэлектродные люминесцентные лампы, в которых разряд в парах ртути возбуждается электромагнитным полем расположенной снаружи лампы катушки индуктивности. Такие лампы имеют более высокий срок службы за счёт отсутствия оксидных электродов, но требуют сложной схемы накачки.

## Безопасность и утилизация
Все люминесцентные лампы содержат ртуть (в дозах от 1 до 70 мг), ядовитое вещество 1-го класса опасности. Эта доза может причинить вред здоровью, если лампа разбилась, и если постоянно подвергаться пагубному воздействию паров ртути, то они будут накапливаться в организме человека, нанося вред здоровью.
Законодательство по RoHS (сокращение с англ. Restriction of use of Hazardous Substances — Ограничение использования опасных веществ) регламентирует применение ртути, а также других потенциально опасных элементов в электротехническом и электронном оборудовании. 1 июля 2006 года Директива RoHS вступила в действие на всей территории Европейского сообщества. Цель Директивы очевидна — ограничить применение шести основных опасных веществ в электрическом и электронном оборудовании, тем самым обеспечивая требуемый уровень защиты здоровья людей и окружающей среды 
Существует несколько фирм по утилизации ламп, и юридические лица, а также индивидуальные предприниматели обязаны сдавать лампы на переработку и разрабатывать паспорт опасного отхода. Кроме того, в ряде городов существуют полигоны по утилизации токсичных отходов, принимающие отходы от частных лиц бесплатно. В Москве перегоревшие люминесцентные лампы бесплатно принимаются для дальнейшей переработки в районных ЖЭКах, где установлены специальные контейнеры. Если лампы не принимают в ДЕЗ и РЭУ, необходимо жаловаться в управу или префектуру. В магазинах IKEA в отделе «Обмен или возврат покупок» принимают на переработку любые энергосберегающие лампы любого производителя.
3 сентября 2010 года в России было принято Постановление № 681 «Об утверждении Правил обращения с отходами производства и потребления в части осветительных устройств, электрических ламп, ненадлежащие сбор, накопление, использование, обезвреживание, транспортирование и размещение которых может повлечь причинение вреда жизни, здоровью граждан, вреда животным, растениям и окружающей среде».
Постановление также содержит рекомендательные меры по предотвращению и дезинфекции помещений после происхождения аварийных ситуаций с ртутьсодержащими лампами:
V. Правила ликвидации аварийных ситуаций при обращении с ртутьсодержащими отходами.
27. В случае сбоя ртутьсодержащей лампы (ламп) физическим лицом в бытовых условиях, либо в случае сложного ртутного загрязнения в организации, загрязненное помещение должно быть людьми покинуто и, одновременно, должен быть организован вызов соответствующих подразделений (специализированных организаций) через Министерство Российской Федерации по делам гражданской обороны, чрезвычайным ситуациям и ликвидации последствий стихийных бедствий.
28. После эвакуации людей должны быть приняты достаточные меры к исключению доступа на загрязненный участок посторонних лиц, а также возможные меры по локализации границ распространения ртути и её паров.
29. В случае единичного разрушения ртутьсодержащих ламп в организации устранение ртутного загрязнения может быть выполнено персоналом самостоятельно с помощью созданного для этих целей демеркуризационного комплекта (состав комплекта утверждается Правительством Российской Федерации по представлению Министерства Российской Федерации по делам гражданской обороны, чрезвычайным ситуациям и ликвидации последствий стихийных бедствий совместно с Федеральной службой по экологическому, технологическому и атомному надзору и Федеральной службой по надзору в сфере защиты прав потребителей и благополучия человека).